# Tajuria taorana
Tajuria taorana är en fjärilsart som beskrevs av Corbet 1940. Tajuria taorana ingår i släktet Tajuria och familjen juvelvingar. Inga underarter finns listade i Catalogue of Life.